# Perleidiformes
De Perleidiformes zijn een orde van uitgestorven straalvinnige beenvissen uit het Trias. Hoewel er talloze triadische taxa zijn geplaatst in de Perleidiformes, is het onderwerp van voortdurend wetenschappelijk debat welke soorten moeten worden opgenomen om een monofyletische groep ofwel klade te bereiken. 

## Taxonomie
- Familie Cleithrolepididae Wade 1935 corrig. [Cleithrolepidae Wade 1935; Hydropessidae Hutchinson 1973]
  - Hydropessum Broom 1909
  - Cleithrolepidina Berg 1955
  - Cleithrolepis Egerton 1864
  - Dipteronotus Egerton 1864
- Onderorde Cephaloxenoidei Lehman 1966
  - Familie Cephaloxenidae Brough 1939
    - Cephaloxenus Brough 1939
- Onderorde Perleidoidei
  - Familie Platysiagidae Brough 1939 sensu Neuman & Mutter 2005
    - Caelatichthys Lombardo 2002
    - Helmolepis Stensiö 1932
    - Platysiagum Egerton 1872

  - Familie Polzbergiidae Griffin 1977
    - Luopingichthys Sun et al. 2009
    - Serrolepis Quenstedt 1852 ex Dames 1888
    - Ctenognathichthys Burgin 1992
    - Stoppania Lombardo, Rusconi & Tintori 2008
    - Polzbergia Griffith 1977
    - Felberia Lombardo & Tintori 2004

  - Familie Gabanellidae Tintori & Lombardo 1996
    - Gabanellia Tintori & Lombardo 1996

  - Familie Aetheodontidae Brough 1939
    - Aetheodontus Brough 1939

  - Familie Colobodontidae Andersson 1916 [Asterodontidae Jordan 1923]
    - Albertonia Gardiner 1966
    - Boreichthys Selezneva 1982
    - Cenchrodus von Meyer 1847
    - Chrotichthys Wade 1940
    - Crenilepis Dames 1888 [Crenilepoides Strand 1929]
    - Dollopterus Abel 1906 [Dolichopterus Compter 1891 non Hall 1859 non Murray 1870]
    - Engycolobodus Oertle 1927
    - Hemilopas von Meyer 1847
    - Manlietta Wade 1935
    - Meidiichthys Borough 1931
    - Meridensia Stensiö 1916
    - Nephrotus Meyer 1849 [Omphalodus Meyer 1847; Eupleurodus Gürich, 1884]
    - Pristisomus Woodward 1890
    - Procheirichthys Wade 1935
    - Zeuchthiscus Wade 1940
    - Colobodus Agassiz 1844 [Asterodon Münster, 1841]

  - Familie Pseudobeaconiidae López-Arbarello & Zavattieri 2008
    - Caminchaia Rusconi 1946a
    - Echentaia Rusconi 1946
    - Pasambaya Rusconi 1946a
    - Anatoia Rusconi 1946a
    - Pseudobeaconia Bordas 1944

  - Familie Perleididae Brough 1931 [Fuyuanperleididae Sun et al. 2012]
    - Altisolepis Mutter & Herzog 2004
    - Alvinia Sytchevskaya 1999 non Monterosato 1884
    - Chaohuperleidus Sun et al., 2013
    - Daninia Lombardo 2001
    - Diandongperleidus Geng et al. 2012
    - Endennia Lombardo & Brambillasca 2005
    - Fuyuanperleidus Geng et al. 2012
    - Luopingperleidus Geng et al. 2012
    - Megaperleidus Sytchevskaya 1999
    - Mendocinichthys Whitley 1953 [Mendocinia Bordas 1944 non Jensen-Haarup 1920]
    - Paraperleidus Zhao & Liu 2007
    - Peltoperleidus Bürgin et al. 1991
    - Plesioperleidus Su & Li 1983 sensu Tong et al. 2006 [Zhangina Liu 2002]
    - Perleidus De Alessandri 1910 sensu Lombardo et al. 2011